# Ninna nanna (Maria Carta)
Ninna nanna   è un brano musicale tradizionale, composto da due ninna nanne, la prima in gallurese e la seconda in logudorese.
Inserito da Maria Carta nel suo album Ave Maria del 1974, è diviso in due parti la prima è una ninna nanna gallurese cantata come corsicana, accompagnata dalla chitarra di Aldo Cabizza come nelle modalità del cantu a chiterra . Nella parte finale l'artista inserisce una ninna nanna tradizionale in logudorese, sua lingua naturale.

## Il testo
gallurese
| Supra lu ponti a lu chiaru di la luna di steddi in cieli no ni manca manc'una lassa piagnì a me stanotti ma tu dormi                  | Sopra il ponte al chiarore della luna di stelle in cielo non ne manca manco una, lascia piangere me stanotte, ma tu dormi.         |
| Da li castagni s'intendi lu entu lu nostru lumi presti sarà ispentu ma dormi fai la ninna e fai la nanna lu to babbu e alla muntagna. | Attraverso i castagni si sente il vento, presto il nostro lume sarà spento; fai la ninna fai la nanna, tuo padre è nella montagna. |
| | |